# Thomas Telford

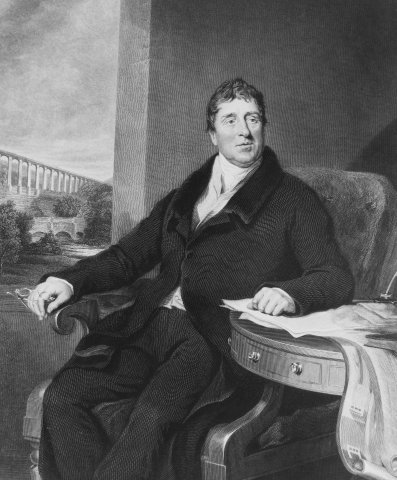
Thomas Telford

Thomas Telford (9 tháng 8 năm 1757 tại Scotland - 2 tháng 9 năm 1834) là kiến trúc sư và công trình sư người Anh, là người đã thiết kế hàng loạt cầu, đường, kênh đào tại nước Anh vào đầu thế kỷ 19 còn được sử dụng đến ngày nay. Ông là một trong những người tiên phong trong lĩnh vực thiết kế cầu đường hiện đại. Thành phố Telford tại Shropshire được mang tên ông.

## Công trình tiêu biểu
- Cầu máng Pontcysyllte (di sản UNESCO)
- Cầu treo Menai
- Cầu treo Conwy
- Cầu Bannockburn
- Cầu máng Chirk